# Philorhizus insignis
Philorhizus insignis es una especie de escarabajo de la familia Carabidae.

## Distribución geográfica
Se distribuye por el paleártico: sur de Europa, el norte de África y las islas Canarias (España).